# Trévillach
Trévillach  (en occitan : Trevilhac) est une commune française située dans le nord du département des Pyrénées-Orientales, en région Occitanie. Sur le plan historique et culturel, la commune est dans le Fenouillèdes, une dépression allongée entre les Corbières et les massifs pyrénéens recouvrant la presque totalité du bassin de l'Agly.
Exposée à un climat océanique altéré, elle est drainée par la Desix, la Riberette et par deux autres cours d'eau. La commune possède un patrimoine naturel remarquable : un site Natura 2000 (les « sites à chiroptères des Pyrénées-Orientales ») et trois zones naturelles d'intérêt écologique, faunistique et floristique.
Trévillach est une commune rurale qui compte 188 habitants en 2022, après avoir connu un pic de population de 365 habitants en 1836. Elle fait partie de l'aire d'attraction de Perpignan. Ses habitants sont appelés les Trévillais ou  Trévillaises.

## Géographie

### Localisation
La commune de Trévillach se trouve dans le département des Pyrénées-Orientales, en région Occitanie.
Elle se situe à 30 km à vol d'oiseau de Perpignan, préfecture du département, à 13 km de Prades, sous-préfecture, et à 29 km de Rivesaltes, bureau centralisateur du canton de la Vallée de l'Agly dont dépend la commune depuis 2015 pour les élections départementales.
La commune fait en outre partie du bassin de vie d'Ille-sur-Têt.
Les communes les plus proches sont : 
Montalba-le-Château (2,8 km), Tarerach (3,1 km), Trilla (3,6 km), Caramany (4,4 km), Pézilla-de-Conflent (5,2 km), Campoussy (5,9 km), Ansignan (5,9 km), Arboussols (6,2 km).
Sur le plan historique et culturel, Trévillach fait partie du Fenouillèdes, une dépression allongée entre les Corbières et les massifs pyrénéens recouvrant la presque totalité du bassin de l'Agly. Ce territoire est culturellement une zone de langue occitane.

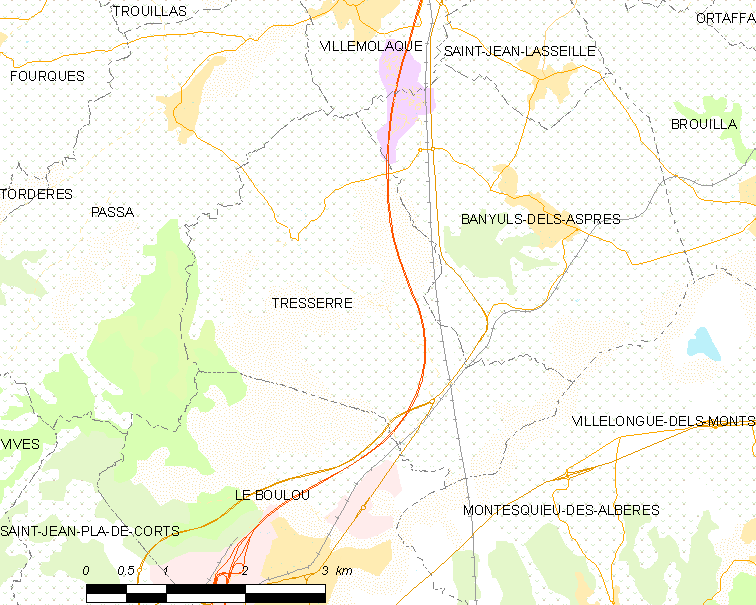
Situation de la commune

| Pézilla-de-Conflent, Prats-de-Sournia | Trilla     | Caramany            |
| Sournia                               | Trévillach | Montalba-le-Château |
| Campoussy                             | Tarerach   | Rodès               |

### Géologie et relief
Trévillach possède une superficie de 1 724 ha et son altitude varie de 346 à 800 mètres. Le point le plus élevé de la commune se situe au Sarrat d'Espinets, au nord-ouest du village qui est situé quant à lui au pied du petit sommet du Cascailla (665 m).
La commune est classée en zone de sismicité 3, correspondant à une sismicité modérée.

### Hydrographie
Plusieurs cours d'au parcourent le territoire de la commune :
- La Desix constitue la limite occidentale de la commune, avec Campoussy, Sournia et Prats-de-Sournia. Celle-ci se dirige du sud vers le nord.
- Plusieurs de ses affluents de la rive droite traversent cette même partie occidentale de la commune, dont notamment le Rau de Rapane qui descend du col des Auzines jusqu'aux environs des ruines de Roquevert.
- La Riberette prend sa source sur la commune et y reçoit divers affluents, avant de se diriger vers l'est puis vers le sud en direction de la Têt.

### Climat
Pour des articles plus généraux, voir Climat de l'Occitanie et Climat des Pyrénées-Orientales.
En 2010, le climat de la commune est de type climat méditerranéen altéré, selon une étude du CNRS s'appuyant sur une série de données couvrant la période 1971-2000. En 2020, Météo-France publie une typologie des climats de la France métropolitaine dans laquelle la commune est exposée à un climat de montagne ou de marges de montagne et est dans la région climatique Pyrénées orientales, caractérisée par une faible pluviométrie, un très bon ensoleillement (2 600 h/an), un air sec, particulièrement en hiver et peu de brouillards.
Pour la période 1971-2000, la température annuelle moyenne est de 12,5 °C, avec une amplitude thermique annuelle de 15,1 °C. Le cumul annuel moyen de précipitations est de 810 mm, avec 6,8 jours de précipitations en janvier et 4,4 jours en juillet. Pour la période 1991-2020, la température moyenne annuelle observée sur la station météorologique la plus proche, située sur la commune d'Eus à 9 km à vol d'oiseau, est de 13,6 °C et le cumul annuel moyen de précipitations est de 539,8 mm,. Pour l'avenir, les paramètres climatiques de la commune estimés pour 2050 selon différents scénarios d’émission de gaz à effet de serre sont consultables sur un site dédié publié par Météo-France en novembre 2022.

### Milieux naturels et biodiversité

#### Réseau Natura 2000

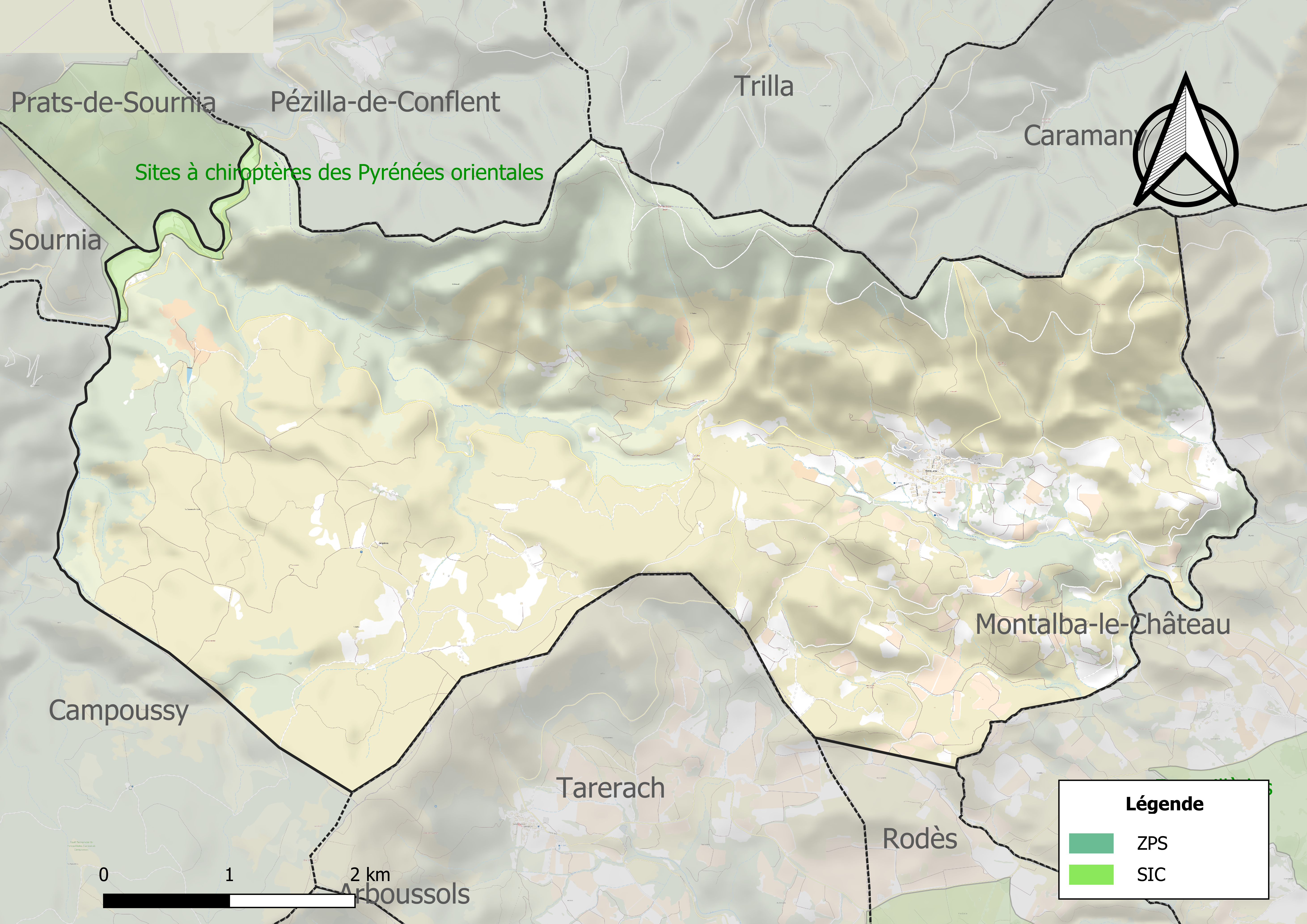
Site Natura 2000 sur le territoire communal.

Le réseau Natura 2000 est un réseau écologique européen de sites naturels d'intérêt écologique élaboré à partir des directives habitats et oiseaux, constitué de zones spéciales de conservation (ZSC) et de zones de protection spéciale (ZPS).
Un site Natura 2000 a été défini sur la commune au titre de la directive habitats : les « sites à chiroptères des Pyrénées-Orientales », d'une superficie de 2 437 ha, abritent  d'importantes colonies d'espèces de chauves-souris d'intérêt communautaire.

#### Zones naturelles d'intérêt écologique, faunistique et floristique
L’inventaire des zones naturelles d'intérêt écologique, faunistique et floristique (ZNIEFF) a pour objectif de réaliser une couverture des zones les plus intéressantes sur le plan écologique, essentiellement dans la perspective d’améliorer la connaissance du patrimoine naturel national et de fournir aux différents décideurs un outil d’aide à la prise en compte de l’environnement dans l’aménagement du territoire.
Deux ZNIEFF de type 1 sont recensées sur la commune :
les « garrigues de Sournia et grotte du Desix » (731 ha), couvrant 4 communes du département et 
le « massif du Sarrat d'Espinets » (1 772 ha), couvrant 6 communes du département
et une ZNIEFF de type 2, : 
le « massif du Fenouillèdes » (34 157 ha), couvrant 40 communes dont une dans l'Aude et 39 dans les Pyrénées-Orientales.

Carte des ZNIEFF de type 1 et 2 à Trévillach.
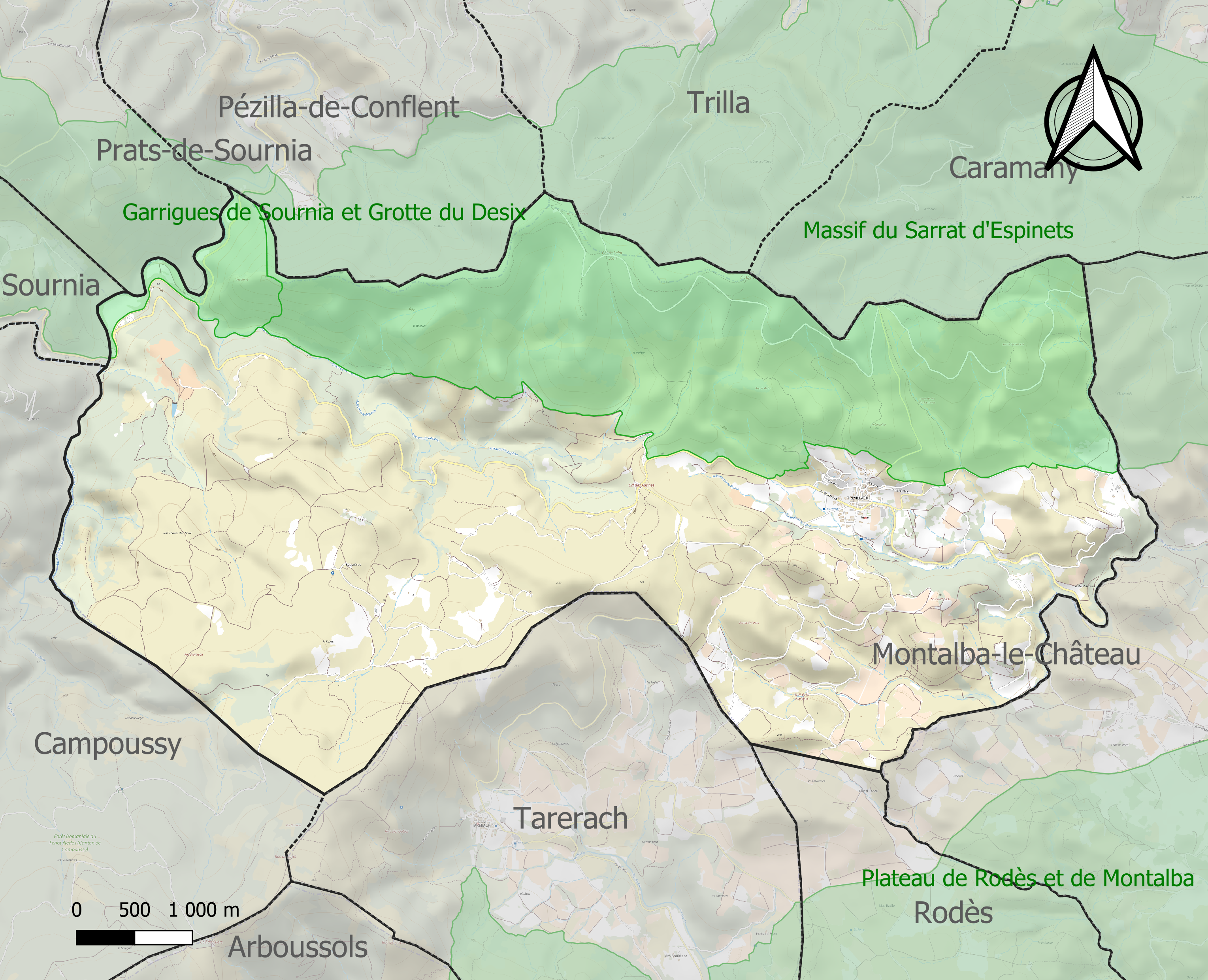
Carte des ZNIEFF de type 1 sur la commune.
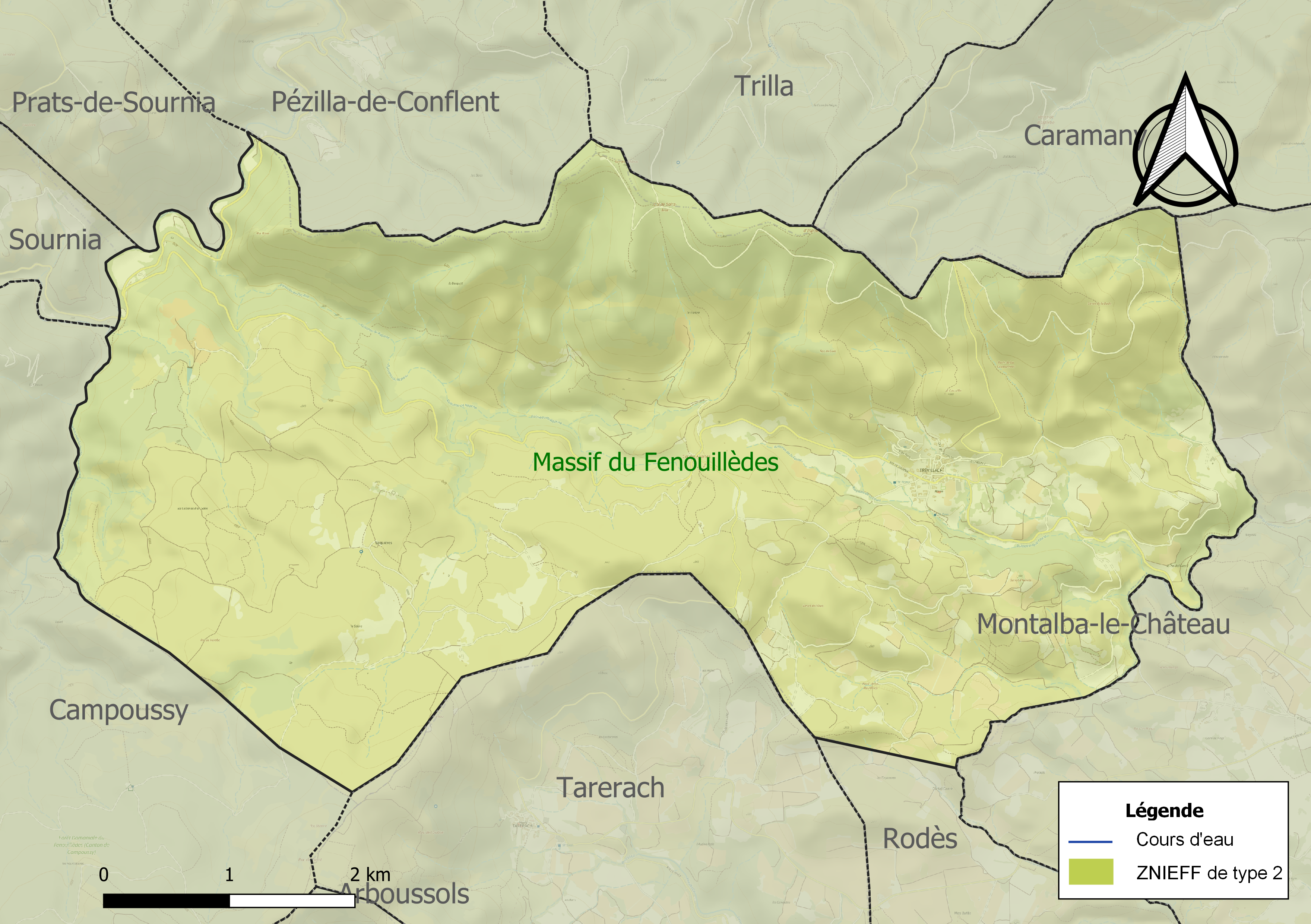
Carte de la ZNIEFF de type 2 sur la commune.

## Urbanisme

### Typologie
Au 1er janvier 2024, Trévillach est catégorisée commune rurale à habitat dispersé, selon la nouvelle grille communale de densité à sept niveaux définie par l'Insee en 2022.
Elle est située hors unité urbaine. Par ailleurs la commune fait partie de l'aire d'attraction de Perpignan, dont elle est une commune de la couronne,. Cette aire, qui regroupe 118 communes, est catégorisée dans les aires de 200 000 à moins de 700 000 habitants,.

### Occupation des sols
L'occupation des sols de la commune, telle qu'elle ressort de la base de données européenne d’occupation biophysique des sols Corine Land Cover (CLC), est marquée par l'importance des forêts et milieux semi-naturels (89,3 % en 2018), en augmentation par rapport à 1990 (70,7 %). La répartition détaillée en 2018 est la suivante : 
milieux à végétation arbustive et/ou herbacée (86,1 %), zones agricoles hétérogènes (10,7 %), forêts (3,2 %). L'évolution de l’occupation des sols de la commune et de ses infrastructures peut être observée sur les différentes représentations cartographiques du territoire : la carte de Cassini (XVIIIe siècle), la carte d'état-major (1820-1866) et les cartes ou photos aériennes de l'IGN pour la période actuelle (1950 à aujourd'hui).

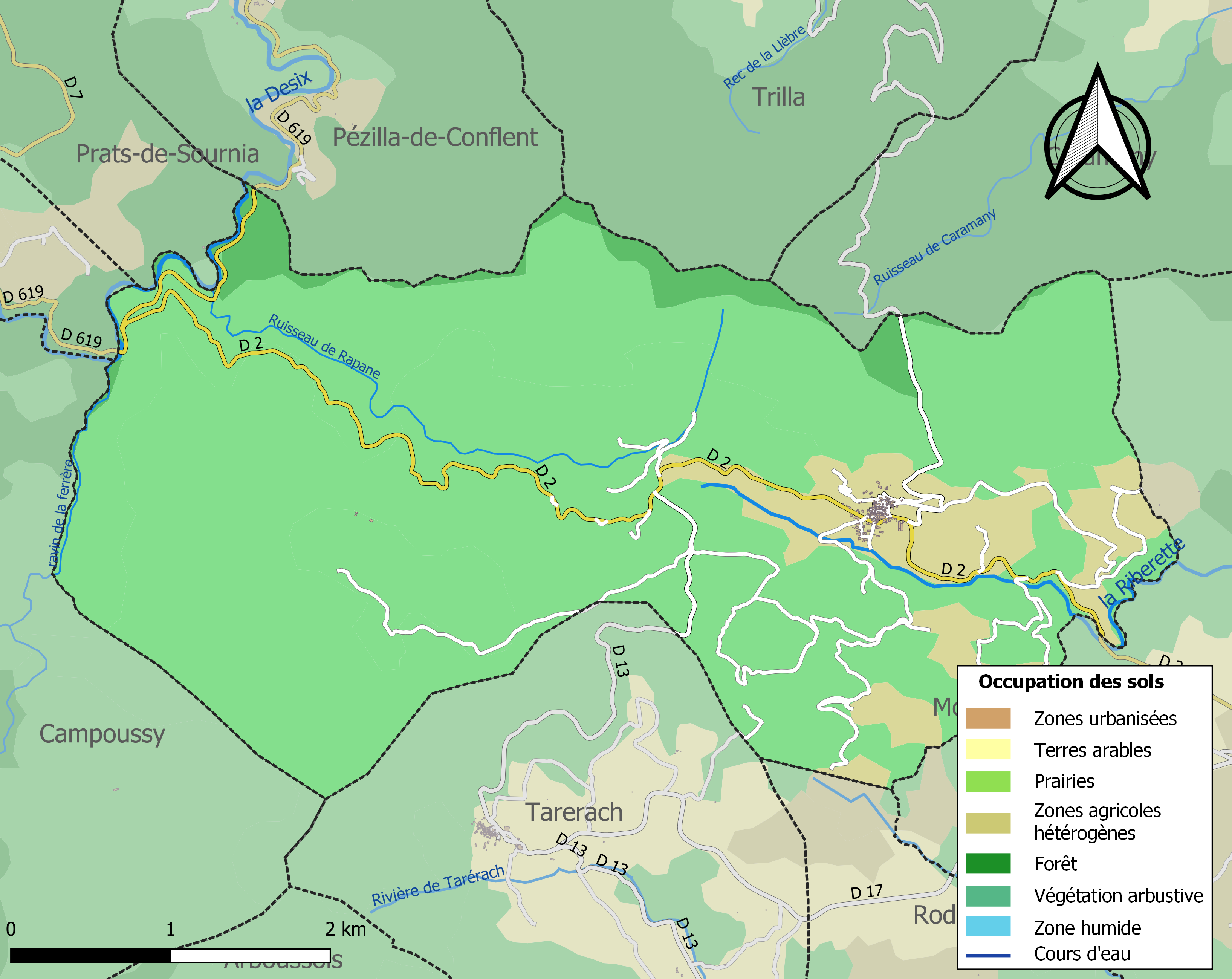
Carte des infrastructures et de l'occupation des sols de la commune en 2018 (CLC).

### Voies de communication et transports
La commune de Trévillach est traversée par la route départementale D2, en provenance à l'est de Montalba-le-Château et en direction vers l'ouest de Campoussy. Depuis le Col des Auzines démarre vers le sud la route départementale D13, en direction de Tarerach. De nombreuses routes communales rejoignent ces deux axes.
La ligne 511 du réseau régional liO relie la commune à Ille-sur-Têt depuis Rabouillet.

### Risques majeurs
Le territoire de la commune de Trévillach est vulnérable à différents aléas naturels : inondations, climatiques (grand froid ou canicule), feux de forêts, mouvements de terrains et séisme (sismicité modérée). Il est également exposé à un risque particulier, le risque radon,.

#### Risques naturels

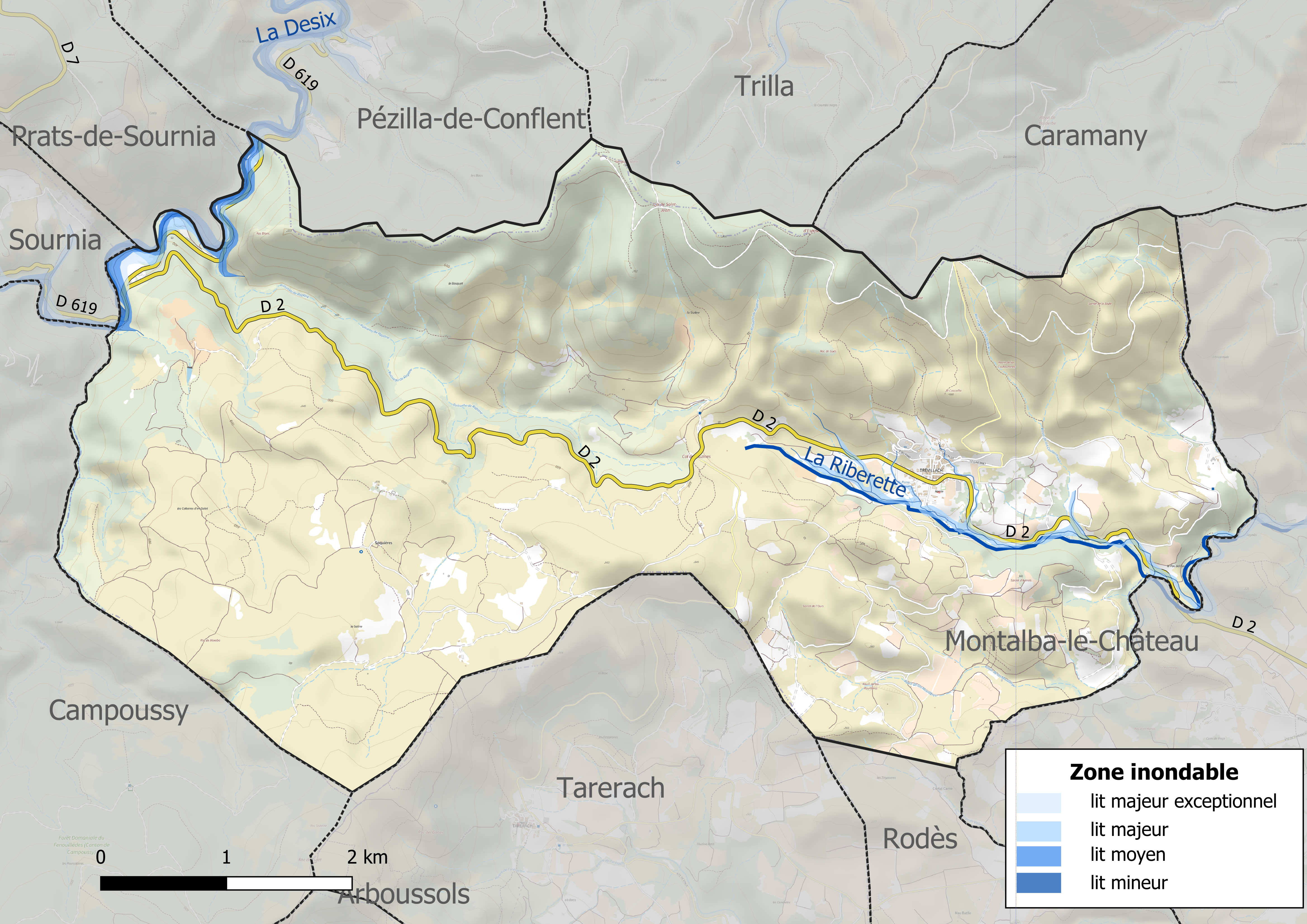
Zones inondables de la commune de Trévillach.

Certaines parties du territoire communal sont susceptibles d’être affectées par le risque d’inondation par crue torrentielle de cours d'eau des bassins de l'Agly et de la Têt.
Les mouvements de terrains susceptibles de se produire sur la commune sont soit des glissements de terrains, soit des chutes de blocs, soit des effondrements liés à des cavités souterraines. L'inventaire national des cavités souterraines permet par ailleurs de localiser celles situées sur la commune

#### Risque particulier
Dans plusieurs parties du territoire national, le radon, accumulé dans certains logements ou autres locaux, peut constituer une source significative d’exposition de la population aux rayonnements ionisants. Toutes les communes du département sont concernées par le risque radon à un niveau plus ou moins élevé. Selon la classification de 2018, la commune de Trévillach est classée en zone 3, à savoir zone à potentiel radon significatif.

## Toponymie
Formes du nom
La première mention de Trévillac remonte à 1026, comme indication d'une des limites de l'alleu de Sequera (Séquières). Le lieu est alors désigné sous le nom de Trivilano. On trouve à la même époque Trivilanum, puis au XIVe et XVe siècles Trivilacho, suivis au XVIIe siècle de la forme occitane Trevilhac.
En occitan le nom de la commune est Trevilhach, et en catalan Trevillach, avec le h final si l'on souhaite respecter les graphies traditionnelles, ou sans, Trevilhac (occitan) et Trevillac (catalan), pour se conformer aux normes orthographiques modernes.
Étymologie
L'origine du nom de Trévillac suit le modèle courant des noms de domaines gallo-romains, suivis d'un suffixe adjectival, soit -anum, soit -acum. Ceci explique que le nom présente dans son histoire des formes en -an et en -ac. Bien que le -ac désigne souvent une influence gauloise, l'absence de vestiges gallo-romains dans les environs laisserait cependant plutôt supposer un nom de domaine carolingien, par la suite calqué sur les noms des environs. Quant au nom de la personne ayant donné son nom au domaine, ce pourrait être Trebillaco, dérivé de Trebellius et présent ailleurs dans le sud de la France (par exemple, Travaillan dans le Vaucluse).

## Histoire
Plusieurs grottes prouvent l'occupation du territoire de Trévillach durant la préhistoire, tandis qu'un dolmen et un oppidum attestent de même pour la période protohistorique. Par contre, aucun ne vestige ne concerne l'Antiquité.
Durant le Moyen Âge, Trévillach est rattaché à la baronnie de Rabouillet, elle-même détenue par les seigneurs de Peyrepertuse. L'église Saint-Martin était quant à elle inféodée au diocèse d'Alet.
En 1790, Trévillach devient une commune. La population est alors de 290 habitants.
En 1906, le village n'échappe pas à la querelle des inventaires et le maire est suspendu de ses fonctions. Il lui est reproché d'avoir participé aux manifestations contre l'autorité.

## Politique et administration

### Liste des maires
| Période                   | Période   | Identité             | Étiquette | Qualité |
| ------------------------- | --------- | -------------------- | --------- | ------- |
|                           |           |                      |           |         |
| mars 2001                 | mars 2008 | Yves Bourreil        |           |         |
| mars 2008, réélue en 2014 | 2020      | Marie-Thérèse Pignol |           |         |
| 2020                      | En cours  | Claude Sire          |           |         |

## Population et société

### Démographie ancienne
La population est exprimée en nombre de feux (f) ou d'habitants (H).
| 1693 | 1709 | 1720 | 1774 | 1788  | 1789 |
| ---- | ---- | ---- | ---- | ----- | ---- |
| 55 f | 50 f | 50 f | 59 f | 247 H | 55 f |

### Démographie contemporaine
L'évolution du nombre d'habitants est connue à travers les recensements de la population effectués dans la commune depuis 1793. Pour les communes de moins de 10 000 habitants, une enquête de recensement portant sur toute la population est réalisée tous les cinq ans, les populations de référence des années intermédiaires étant quant à elles estimées par interpolation ou extrapolation. Pour la commune, le premier recensement exhaustif entrant dans le cadre du nouveau dispositif a été réalisé en 2007.

En 2022, la commune comptait 188 habitants, en évolution de +22,88 % par rapport à 2016 (Pyrénées-Orientales : +3,92 %, France hors Mayotte : +2,11 %).
| 1793 | 1800 | 1806 | 1821 | 1831 | 1836 | 1841 | 1846 | 1851 |
| ---- | ---- | ---- | ---- | ---- | ---- | ---- | ---- | ---- |
| 290  | 289  | 319  | 318  | 338  | 365  | 327  | 321  | 305  |

| 1856 | 1861 | 1866 | 1872 | 1876 | 1881 | 1886 | 1891 | 1896 |
| ---- | ---- | ---- | ---- | ---- | ---- | ---- | ---- | ---- |
| 314  | 278  | 292  | 286  | 291  | 287  | 241  | 243  | 223  |

| 1901 | 1906 | 1911 | 1921 | 1926 | 1931 | 1936 | 1946 | 1954 |
| ---- | ---- | ---- | ---- | ---- | ---- | ---- | ---- | ---- |
| 219  | 203  | 205  | 180  | 169  | 181  | 179  | 158  | 143  |

| 1962 | 1968 | 1975 | 1982 | 1990 | 1999 | 2006 | 2007 | 2012 |
| ---- | ---- | ---- | ---- | ---- | ---- | ---- | ---- | ---- |
| 149  | 139  | 137  | 109  | 92   | 76   | 107  | 111  | 134  |

| 2017 | 2022 | - | - | - | - | - | - | - |
| ---- | ---- | - | - | - | - | - | - | - |
| 157  | 188  | - | - | - | - | - | - | - |

| selon la population municipale des années : | 1968 | 1975 | 1982 | 1990 | 1999 | 2006 | 2009 | 2013 |
| Rang de la commune dans le département      | 158  | 143  | 179  | 172  | 188  | 173  | 172  | 165  |
| Nombre de communes du département           | 232  | 217  | 220  | 225  | 226  | 226  | 226  | 226  |

### Manifestations culturelles et festivités
- Fête patronale : 11 novembre[41] ;
- Fête communale : 22 août[41].

## Économie

### Revenus
En 2018, la commune compte 77 ménages fiscaux, regroupant 159 personnes. La médiane du revenu disponible par unité de consommation est de 21 390 € (19 350 € dans le département).

### Emploi
|                | 2008   | 2013   | 2018   |
| -------------- | ------ | ------ | ------ |
| Commune        | 8,5 %  | 12,3 % | 20,5 % |
| Département    | 10,3 % | 12,9 % | 13,3 % |
| France entière | 8,3 %  | 10 %   | 10 %   |

En 2018, la population âgée de 15 à 64 ans s'élève à 89 personnes, parmi lesquelles on compte 84,1 % d'actifs (63,6 % ayant un emploi et 20,5 % de chômeurs) et 15,9 % d'inactifs,. En  2018, le taux de chômage communal (au sens du recensement) des 15-64 ans est supérieur à celui de la France et du département, alors qu'il était inférieur à celui du département en 2008.
La commune fait partie de la couronne de l'aire d'attraction de Perpignan, du fait qu'au moins 15 % des actifs travaillent dans le pôle,. Elle compte 12 emplois en 2018, contre 8 en 2013 et 16 en 2008. Le nombre d'actifs ayant un emploi résidant dans la commune est de 57, soit un indicateur de concentration d'emploi de 21,4 % et un taux d'activité parmi les 15 ans ou plus de 57,8 %.
Sur ces 57 actifs de 15 ans ou plus ayant un emploi, 8 travaillent dans la commune, soit 14 % des habitants. Pour se rendre au travail, 87,5 % des habitants utilisent un véhicule personnel ou de fonction à quatre roues, 3,6 % les transports en commun, 5,4 % s'y rendent en deux-roues, à vélo ou à pied et 3,6 % n'ont pas besoin de transport (travail au domicile).

### Activités hors agriculture

#### Secteurs d'activités
11 établissements sont implantés  à Trévillach au 31 décembre 2019.
Le secteur de la construction est prépondérant sur la commune puisqu'il représente 27,3 % du nombre total d'établissements de la commune (3 sur les 11 entreprises implantées  à Trévillach), contre 14,3 % au niveau départemental.

### Agriculture
|               | 1988 | 2000 | 2010 | 2020 |
| ------------- | ---- | ---- | ---- | ---- |
| Exploitations | 28   | 13   | 8    | 2    |
| SAU (ha)      | 310  | 82   | 28   | 10   |

La commune est dans les Fenouillèdes », une petite région agricole occupant le nord-ouest  du département des Pyrénées-Orientales. En 2020, l'orientation technico-économique de l'agriculture  sur la commune est la culture de fruits ou d'autres cultures permanentes. Deux exploitations agricoles ayant leur siège dans la commune sont dénombrées lors du recensement agricole de 2020 (28 en 1988). La superficie agricole utilisée est de 10 ha,,.

## Culture locale et patrimoine

### Langue locale
Le village se trouve actuellement dans la zone de langue catalane de transition vers la langue occitane (comme Bellesta, Latour de France et Montalba le château).

### Monuments et lieux touristiques
- L'église Saint-Martin à Trévillach datant du XIIe siècle, remaniée postérieurement. Clocher mur des XVIIe et XVIIIe siècles.
- Église Saint-Vincent de Séquières (ruines).
- Tour de Roquevert à Roquevert, datant du XIe siècle (en ruine).
- Ancien pont médiéval.
- Grange fortifiée et sa chapelle romane à Séquerre, datant du XIe siècle.
- Ancienne Maison Cantonnière sur la D2 en direction de Sournia.

### Héraldique
| Blason de Trévillach | Blason  | De sinople à deux besants d'or.                  |
| Blason de Trévillach | Détails | Le statut officiel du blason reste à déterminer. |